# Microdrosophila sexsetosa
Microdrosophila sexsetosa är en tvåvingeart som först beskrevs av Oswald Duda 1939.  Microdrosophila sexsetosa ingår i släktet Microdrosophila och familjen daggflugor. Inga underarter finns listade i Catalogue of Life.